# NGC 2526
NGC 2526 è una galassia a spirale situata nella costellazione del Cancro, a una distanza di circa 233 milioni di anni luce dalla nostra Via Lattea.

## Scoperta
La galassia è stata scoperta il 25 marzo 1864 dall'astronomo tedesco Albert Marth.

## Descrizione
NGC 2526 presenta una larga riga a 21 cm dell'idrogeno neutro.

## Supernova
Il 17 dicembre 2000, all'interno di NGC 2526 è stata scoperta la supernova SN 2000fn dallo statunitense B. Holmes. L'astronomo amatoriale statunitense Tim Puckett ne ha poi rilevato i dati astrometrici e fotometrici. La supernova è stata classificata di tipo Ib.